# 冯仁强
冯仁强（1966年7月—），男，汉族，安徽南陵人，无党派人士，中华人民共和国政治人物。

## 生平
冯仁强1966年出生于安徽省南陵县，18岁从安徽宣城师范学校中专毕业分配到一个乡村小学任教，后被母校南陵县仙坊初级中学借调教初中英语。期间通过自学考试，先后获得安徽师范大学中文专业大专文凭和安徽广播电视大学法律大专文凭。1990年考取厦门大学研究生。研究生毕业后，进入申银万国证券公司工作（原上海万国证券公司），历任海南万国发展总公司办公室副主任、法律顾问、海南万国热带生物技术有限公司副总经理、代理总经理等职。
1996年任海南弘纲律师事务所注册律师和合伙人。1999年考取清华大学博士研究生，师从著名民事诉讼法专家章程（张卫平）教授。2002年博士毕业后进入上海市高级人民法院民事审判第四庭工作，同年12月通过选拔考试当选杭州市人民检察院副检察长。2013年10月，挂任甘肃省武威市副市长。
2017年4月，当选政协第十一届杭州市委员会副主席。2018年1月，任浙江省政协社会法制委员会副主任。2022年，当选为政协第十二届杭州市委员会副主席。